# Kapfenberger SV
Kapfenberger SV es un club deportivo austriaco de la ciudad de Kapfenberg, del estado de Estiria. Juega actualmente en la Primera Liga de Austria.
Además de un equipo de fútbol, posee secciones de balonmano, hockey sobre hielo, esquí y tenis de mesa.

## Historia
El origen del Kapfenberger SV se remonta a 1919, cuando el 14 de septiembre de ese mismo año se crea en la ciudad el Kapfenberger Sportclub, un club deportivo que pronto llegaría a disputar los principales torneos de la región de Estiria, logrando 2 ligas y 2 copas regionales desde 1940 hasta 1943.
En 1947 el equipo pasa a ser una Asociación Deportiva y toma su nombre actual, el Kapfenberger Sportvereinigung. El club lograría ascender a la Primera División Nacional por primera vez en 1951, y se mantendría con altibajos en esa categoría durante varios años. El descenso en la década de los años 80 a Segunda División supuso una fase de declive del club.
Su recuperación llegaría con el nuevo siglo. En el 2001 el equipo se proclamó campeón de su Liga Regional, regresando a Segunda División, y ascendió en el 2005 a la Bundesliga Austríaca bajo la denominación SV Stadtwerke Kapfenberg. En la temporada 2007/08 el club terminó como líder en la Erste Liga, regresando de nuevo a la máxima división nacional para la temporada 2008/09.

## Uniforme
- Uniforme titular: Camiseta roja y blanca, pantalón y medias rojas.
- Uniforme alternativo: Camiseta, pantalón y medias blancas.

## Estadio
El Kapfenberger SV juega sus partidos como local en el Franz-Fekete-Stadion, un campo polideportivo fundado en 1950. Cuenta con capacidad para 12.000 personas, pistas de atletismo y césped natural.
También se conoce a este recinto como Alpenstadion Kapfenberg. Desde 1996 hasta 1998 llegó a albergar 3 finales consecutivas de la Supercopa de Austria.

## Posiciones Históricas

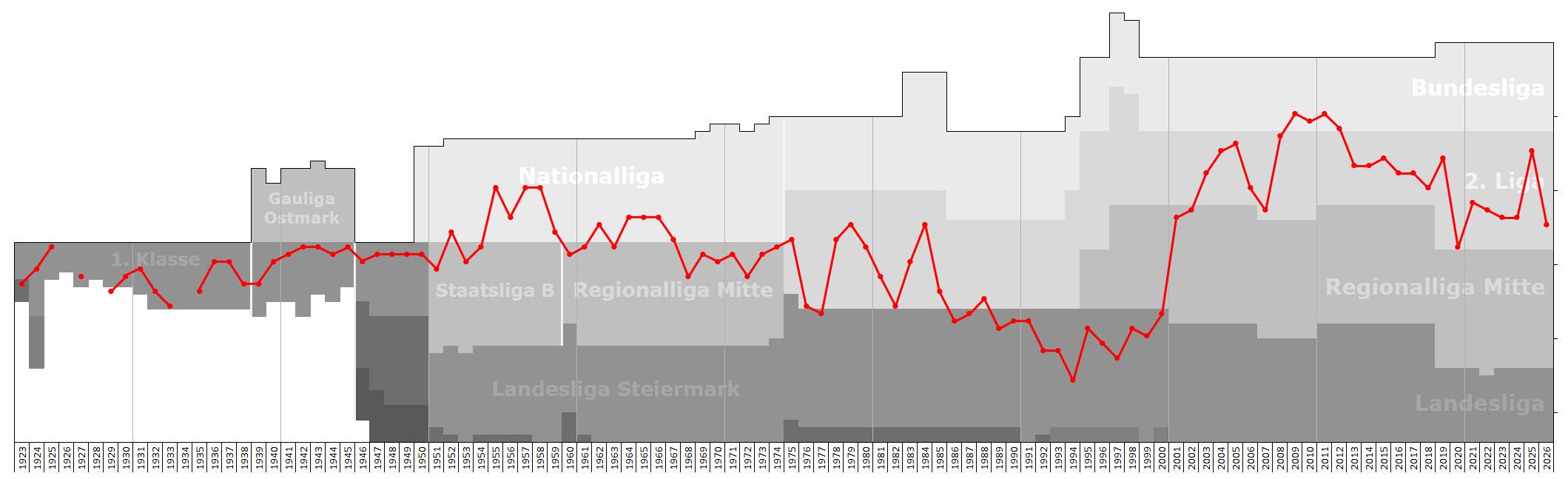
Cuadro histórico del Kapfenberger SV

## Entrenadores
- Hermann Stessl (1975)
- Robert Pflug (1987)
- Gerd Struppert (1990-1991)
- Ladislav Jurkemik (1994-1996)
- Hans-Peter Schaller (2000-2006)
- Drazen Svalina (2006)
- Werner Gregoritsch (2006-2011)
- Manfred Unger (2011)
- Thomas von Heesen (2011-2012)
- Klaus Schmidt (2012-2013)
- Kurt Russ (2013-2016)
- Abdulah Ibraković (2016-2017)